# Hataouilou
Hataouilou är ett berg i Komorerna.   Det ligger i distriktet Anjouan, i den centrala delen av landet, 130 km öster om huvudstaden Moroni. Toppen på Hataouilou är 716 meter över havet. Hataouilou ligger på ön Anjouan.
Terrängen runt Hataouilou är lite bergig. Havet är nära Hataouilou västerut. Runt Hataouilou är det tätbefolkat, med 790 invånare per kvadratkilometer. Närmaste större samhälle är Moutsamoudou, 7,2 km nordost om Hataouilou. I omgivningarna runt Hataouilou växer i huvudsak städsegrön lövskog.